# 宮内康幸
宮内 康幸（みやうち やすゆき、1974年4月6日 - ）は、日本の政治家。千葉県匝瑳市長（1期）。元匝瑳市議会議員（2期）。

## 来歴
千葉県立東総工業高等学校卒。民間企業の課長を経て2014年匝瑳市議会議員選挙に立候補し初当選。2018年に再選。匝瑳市議を2期務めた。2022年の匝瑳市長選挙に立候補し、元市議を破って当選する。
このほかJAちばみどり理事、匝瑳市倫理法人会会長を務めた。